# Пусть Небо объяснит мне
«Пусть Небо объяснит мне» (исп. Que el cielo me explique) — венесуэльская теленовелла мистического и религиозного характера, рассказывающая о жизни простых людей, а также о трагических преступлениях, которые изменили судьбы главных героев навсегда. В англоязычном варианте сериал известен под названием англ. «A match made in heaven» («Союз, созданный на небесах»). Главных героев сыграли актёры Марианела Гонсалес и Карлос Фелипе Альварес.

## Сюжет
Таня — это молодая жительница Каракаса, недоверчивая и осторожная, считающая, что в большом городе каждый сам за себя. Как и большинство жителей больших городов, она боится преступников и не хочет стать их жертвой. Таня встречается с Эдуардо, успешным парнем, который подаёт большие надежды в футболе. Их спокойные отношения меняет новость о ребёнке. Эдуардо совсем не хочет привязываться к ребёнку и жене, потому что мечтает уехать в Европу. Он заявляет Тане, что не готов к детям и не может ей ничем помочь. Разговор происходит в автомобиле, девушка в слезах не справляется с управлением, и попадает в аварию. Даниэла успевает прикрыть сестру своим телом. Получив тяжелые травмы, Даниэла попадает в больницу.
В это же время в городе происходит другая история. Сантьяго мечтает о собственном доме и большой семье. Этот парень работает в полиции и верен своему делу. Он мечтает жениться на Виолете и забрать её из нищего и криминального района. Поначалу их мечты понемногу становятся явью, и Виолета радует Сантьяго новостью о своей беременности. А Сантьяго наконец-то получает кредит, и теперь может купить собственный дом. Но бандиты из бедного района считают полицейских злейшими врагами, и обозлены тем, что Виолета встречается с одним из них. Они решают расправиться с парнем, но выстрел попадает не в Сантьяго, а в Виолету. Сантьяго спешно отвозит невесту в больницу.
Сантьяго и Таня одновременно оказываются в больнице и одновременно узнают недобрую весть. И невеста Сантьяго Виолета, и сестра Тани Даниэла умирают от полученных ран. Сантьяго вне себя от горя, а Таня теряет сознание и переживает клиническую смерть. В этот момент Тане удалось увидеть свою умершую сестру. Даниэла поведала сестре, что на земле её ждет особая миссия: спасти Сантьяго. Сантьяго превратился из романтичного, весёлого и доброго мечтателя в человека, одержимого местью. Он мечтает наказать всех виновных в смерти своей невесты. Сантьяго теперь движет только ненависть. А Таня, поняв свое новое предназначение, стала мирной и отзывчивой девушкой. И она всеми силами стремится избавить Сантьяго от печальных воспоминаний в его жизни.

## Актёры
- Марианела Гонсалес — Таня Санчес
- Карлос Альварес — Сантьяго Роблес
- Хуан Карлос Аларкон — Карлос Патиньо
- Эстефания Лопес — Юни Гомес
- Кимберли Дос Рамос — Карен Монтеро
- Клаудия Морено — Даниэла Санчес
- Моника Спир — Виолета
- Хуан Пабло Йепес — Эрнесто Вальдес
- Хуан Камило Донадо — Эдуардо Манрике
- Роксана Диас — Гленда Нуньес
- Эктор Пенья — Гаэтано Моралес
- Каридад Канелон — Раиса Моралес
- Кристиан Барбейтос — Херардо Руис[5]